# Racconto crudele della giovinezza
(Dottor Akimoto)
Racconto crudele della giovinezza (青春残酷物語?, Seishun zankoku monogatari) è un film del 1960 diretto da Nagisa Ōshima. Considerato una pietra miliare nella carriera del regista, il film uscì nelle sale giapponesi nel 1960, anno in cui il Giappone rinnovò il trattato di sicurezza con gli Stati Uniti il quale prevedeva la presenza di basi americane sul suolo giapponese per la salvaguardia della sicurezza internazionale.

## Trama
Ōsaka. La storia ruota attorno a uno studente universitario, Kiyoshi Fujii, che s'innamora perdutamente di Makoto, una liceale. La forte passione che lega queste due complesse personalità, li spingerà a rapinare uomini di alto lignaggio per guadagnare qualche soldo e coronare la loro “malata” storia d'amore.

## Personaggi
- Kiyoshi Fujii

Interpretato da: Yasuke Kawazu
Studente universitario di Ōsaka che, innamoratosi di Makoto, avvia una serie di furti e di taccheggi ai danni di uomini ricchi e facoltosi. Vive in una piccola stanza insieme a un suo amico, Yoshimi Ito.
- Makoto Shinjo

Interpretata da: Miyuki Kuwano
Giovane liceale che s'innamora perdutamente di Kiyoshi, diventando persino complice delle sue rapine. Rimasta incinta, è costretta ad abortire poiché non può garantire un futuro a suo figlio.
- Yuki Shinjo

Interpretata da: Yoshiko Kuga
Sorella maggiore di Makoto, è una donna ormai piegata alle rigide norme sociali che mal vede la relazione tra sua sorella e Kiyoshi. Durante il film, s'intuisce il suo passato da rivoluzionaria.
- Dottor Akimoto

Interpretato da: Fumio Watanabe
Medico che aiuta Makoto ad abortire. Ormai vedovo, è probabilmente l'ex-fidanzato di Yuki, la sorella maggiore della protagonista.

## Produzione
Scritto e diretto da Nagisa Ōshima nel 1960, il film è il capostipite della Nouvelle Vague giapponese, un movimento che, sulla falsariga di quello omonimo sorto in Francia alla fine degli anni cinquanta, poneva come nucleo tematico le abitudini, le contraddizioni, le speranze e i comportamenti delle nuove generazioni. Il fatto di mostrare criminali giovanissimi causò molti scandali e, probabilmente, fu la carta vincente al botteghino.
Nonostante le critiche, a causa delle tematiche forti e poco affrontate in quegli anni nel cinema giapponese, il film riscosse un buon successo di pubblico. Le libertà espressive e ideologiche del regista sembrano esser accettate dalla casa di distribuzione in quanto, essendo proprie del cinema, potevano contrastare la televisione che, soprattutto negli ultimi anni, iniziava a creare non pochi problemi nella vendita dei biglietti.

## Il tema della disillusione
Universalmente riconosciuto come regista controverso e polemico, Nagisa Ōshima è stato il fondatore e il massimo esponente della Nouvelle Vague giapponese. La struttura del film ricalca chiaramente quella delle tragedie shakespeariane in cui il concetto della disillusione, che fa da tema portante, viene affrontato prima con la presentazione dei personaggi, poi con il loro obiettivo, che in un primo momento sembra andare a buon fine, e in conclusione con il tragico epilogo che segna la morte dei due protagonisti (lui picchiato a morte da una piccola banda, lei trascinata sull'asfalto fino a ridurla esanime).

### Il ruolo della società
Dotato di una forte personalità politica e di uno spiccato senso estetico, il regista fu tra i primi a criticare ferocemente la società giapponese, cercando di mostrare l'oppressione e i conflitti sociali che si nascondevano dietro la facciata di una nazione tranquilla, prospera e sempre più stabile economicamente. Al contrario di altri suoi contemporanei (Akira Kurosawa e Yasujirō Ozu che criticando la società giapponese, cercavano comunque di indirizzarla verso una sorta di redenzione), Ōshima si spinse ancora più avanti nel presentare esplicitamente il modo in cui le forze autoritarie, anche dopo l'avvento della democrazia, continuassero ad avere le redini del Paese. Le rivolte studentesche alla fine degli anni '50, nate principalmente per il rinnovo del trattato di sicurezza tra Giappone e Stati Uniti, portarono Ōshima ad analizzare più a fondo la politica giapponese, colpevole, secondo lui, di soffocare il libero arbitrio del singolo individuo in nome di un'armonia finta, rarefatta e a tratti classicista.

### Il ruolo dei giovani
Esponenti massimi della post-adolescenza del tempo, sia Makoto che Kiyoshi vengono rappresentati volutamente come ribelli privi di idee e ideali, estranei alle lotte sociali e costretti a vivere ai margini della società in cui tutto ciò che conta è l'affetto reciproco e la loro sopravvivenza. Per questo motivo, il loro antagonista principale non è tanto lo Stato politico, inteso come organo che stabilisce prepotentemente l'ordine sociale, ma, in una forma più concretizzata, la sorella di Makoto, Yuki, e il suo ex-fidanzato, il dottor Akimoto che fa abortire la ragazza. Entrambe queste figure, sin dalle prime inquadrature che cercano di soffermarsi sull'eleganza e sul decoro dei loro abiti in contrasto a quelli dei due protagonisti, rappresentano il fallimento della loro generazione e l'impossibilità di combattere nuovamente, perché ormai adattati e plasmati alla società. Questo scontro generazionale è duro e spietato da un punto di vista estetico ma diventa sottile e ambiguo da un punto di vista contenutistico. Emblematica è la scena in cui la sorella, dialogando intimamente con il medico, desidera tornare indietro nel tempo per tentare di cambiare le cose ancora più violentemente di quanto non abbia già fatto.
Il sesso, insieme al furto, l'omicidio e lo stupro, è una componente fondamentale nei film di questo regista perché simbolo di autoaffermazione nel quale confluiscono rabbia, impotenza e fantasia che il regista adatta con primissimi piani (PPP) decentrati e campi medi; tale fantasia, nel film in questione, viene spezzata nel momento in cui la protagonista resta incinta ed è costretta ad abortire. Questo atteggiamento permette ad Ōshima di guardare la storia di questi due giovani che cercano di auto-affermarsi attraverso comportamenti sbagliati e devianti (vivi comunque nella loro perversa funzione) in maniera distaccata e, alla fine, dare loro il tragico finale che il titolo del film ci ricorda continuamente. La scena finale del film, che mostra i corpi senza vita dei due protagonisti, è l'emblema della disillusione di Ōshima contro un mondo che, per scelta, non può essere cambiato.